# Seven Hills of Rome
Seven Hills of Rome is een Italiaans-Amerikaanse musicalfilm in Technicolor uit 1957 onder regie van Roy Rowland. De hoofdrollen worden vertolkt door Mario Lanza, Marisa Allasio en Renato Rascel. De film werd opgenomen op locatie in Italië. Als oorspronkelijke titel had de film Arrivederci Roma.

## Verhaal
Marc Revere is een Amerikaanse zanger van Italiaanse afkomst die naar Italië reist op zoek naar zijn verloofde, Carol Ralston, die er op los feest met de Europese jetset. Revere vindt onderdak bij zijn grappige en goedhartige neef Pepe Bonelli, die bevriend raakt met een mooi jong meisje, Raffaella Marini, die Revere in een trein had ontmoet en die verliefd wordt op hem.
Na wat moeite krijgt Revere een contract om te zingen in een chique nachtclub, maar door onvoorziene omstandigheden mist hij zijn openingsavond. Wanneer Revere later naar de club gaat om zijn excuses aan te bieden, beledigt Carols mannelijke escort hem en het resultaat is een vuistgevecht dat een groot deel van de club vernielt. Een rechter beveelt Revere om gratis in de club op te treden totdat hij de schade vergoed heeft.
Dit blijkt een geluk bij een ongeluk te zijn, want Revere realiseert zich uiteindelijk dat Rafaella zijn ware liefde is en dat hij bij haar in Italië zal blijven.

## Rolverdeling
| Acteur         | Personage           |
| -------------- | ------------------- |
| Mario Lanza    | Marc Revere         |
| Marisa Allasio | Raffaella Marini    |
| Renato Rascel  | Pepe Bonelli        |
| Peggie Castle  | Carol Ralston       |
| Clelia Matania | Beatrice            |
| Carlo Rizzo    | Club Ulpia Director |
| Rossella Como  | Anita               |
| Guido Celano   | Luigi               |
| Carlo Giuffrè  | Franco Cellis       |
| Marco Tulli    | Romoletto           |

## Liedjes
- "The Seven Hills of Rome"
- "Arrivederci Roma"
- "Calypso Italiano"
- "Vogliamoci tanto bene"
- "Come Dance With Me"
- Medley met imitaties[4]
- "Cielito Lindo"
- "Loveliest Night of the Year"

## Trivia
- Dit was een van de laatste films van zowel Mario Lanza als Marisa Allasio.
- Scenarioschrijver Art Cohn verongelukte twee maand na de Amerikaanse release van deze film in een vliegtuigcrash waarin ook de bekende filmproducent Michael Todd om het leven kwam, wiens biografie Cohn op dat moment aan het schrijven was.[5]